# Collégiale Notre-Dame d'Auffay
La collégiale Notre-Dame d'Auffay est une ancienne collégiale située à Auffay, elle est devenue aujourd’hui l’église paroissiale de la commune. Elle a été fondée par Gilbert, seigneur d'Auffay.
Après un premier classement Monument historique en 1846, l'église fait l’objet d’un nouveau classement depuis le 5 mai 1913.

## Histoire

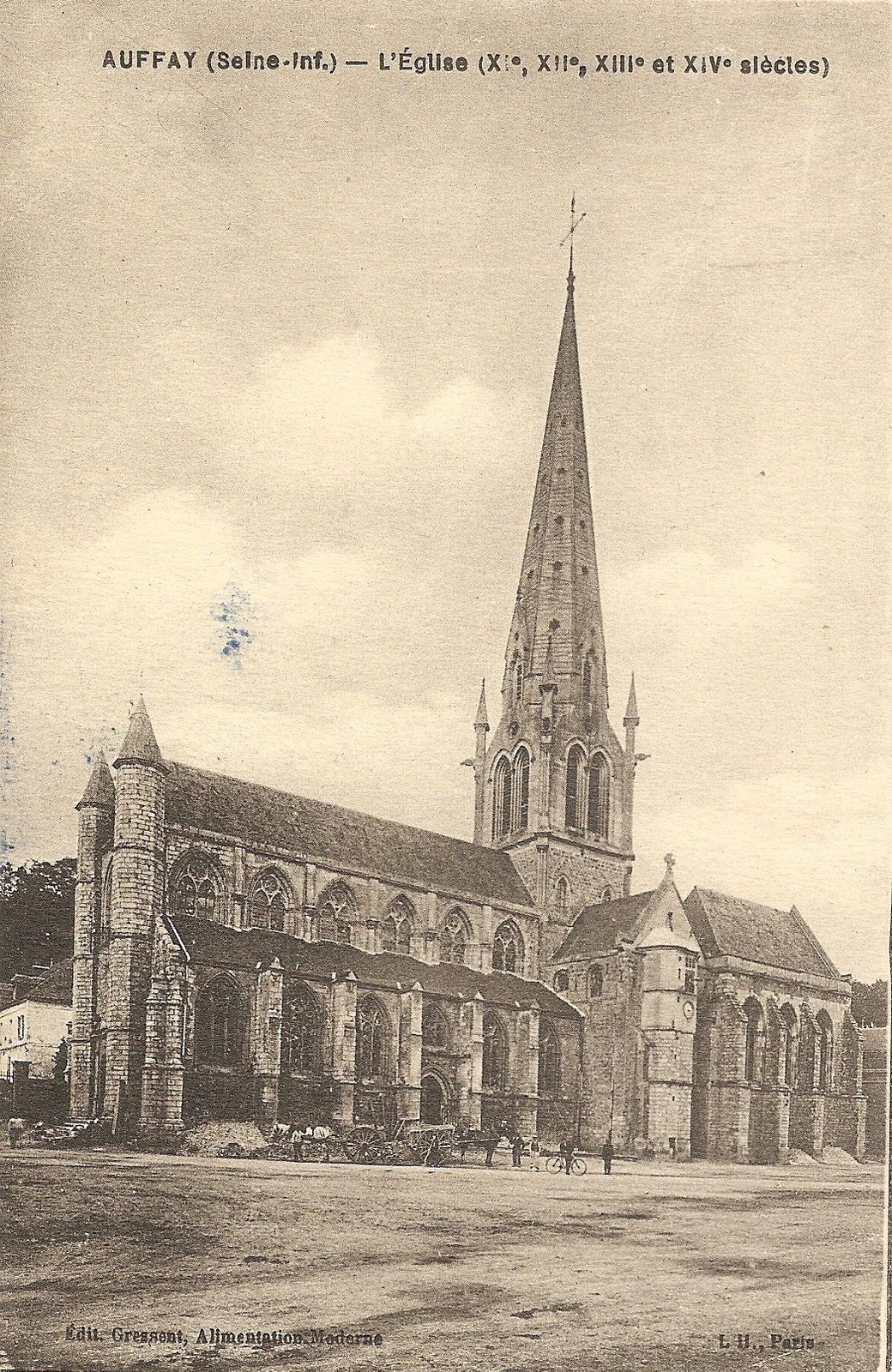
Carte postale de l'église vers 1920.

Gilbert, seigneur d'Auffay, fonde la collégiale, desservie dès 1060 par un collège de six chanoines réguliers de Saint-Augustin. Ils sont remplacés en 1079 par six moines bénédictins de Saint-Évroult, envoyés par l'abbé Mainier.
Reconstruite au XIIIe siècle, la nef, dont les voûtes s'effondrent peu après la fin des travaux, est achevée à la suite de la visite de l'archevêque de Rouen Eudes Rigaud qui a lieu le 13 janvier 1264. Au XIVe siècle, la chapelle sud est édifiée, dans un style rayonnant. En 1472, la collégiale est brûlée par les soldats de Charles le Téméraire. À la fin du XVe siècle est élevée la chapelle nord, dans un style flamboyant. Le chœur est reconstruit à la Renaissance. Le portail en grès est reconstruit vers 1600, grâce à la générosité d'Henri IV.
Une flèche en bois et ardoises est construite en 1735 par le charpentier Pierre Duval, en remplacement de l'ancien clocher effondré en 1731. La foudre la frappe le 4 octobre 1867. Elle est remplacée par une flèche en pierre des architectes Barré et Lefebvre en 1872, tandis que l'horloge est restaurée en 1873.
En juin 1940, les troupes allemandes l'incendient, alors que des travaux de consolidation à la croisée du transept étaient opérés. D'importants travaux de restauration, réalisés par l'entreprise Lanfry, s'opèrent dès décembre 1940. Le chœur est dans un premier temps restauré et rendu au public en 1955, puis c'est le tour de la nef, de 1958 et 1967, date à laquelle elle est rendue au culte.

## Architecture
La collégiale reprend une forme latine, composée d'une nef bordée de deux bas-côtés, un transept irrégulier surmonté du clocher. Le chœur se termine par un chevet à trois pans et distribue des collatéraux dont celui côté sud est plus important. Différents styles architecturaux sont présents dans l'édifice: le transept est en partie roman, la nef est gothique du XIIIe siècle et le chœur est de style Renaissance.
Elle possède en son sein des vitraux de Max Ingrand et Michel Durand. Les peintures sur les deux faces du maître-autel sont de Roger Tolmer.

### Dimensions
- longueur totale = 55 m
- longueur de la nef = 28 m
- largeur de la nef = 14 m
- largeur du chœur et des chapelles = 23 m
- hauteur du clocher = 70 m

## Particularité
La collégiale abrite dans son clocher deux Jacquemarts, nommés Houzou Bénard et Paquet Sivière. En chêne, ils mesurent tous deux 1 m de haut. Ils ont été posés après la restauration de l'horloge en 1873.

### Sources
- Alexandre-Auguste Guilmeth, Histoire des environs de Dieppe, Rouen, Imprimerie de Berdalle de Lapommeraye, 1842, p. 43-50.
- Yves Bottineau-Fuchs, « Auffay, collégiale Notre-Dame » dans Haute-Normandie gothique, architecture religieuse, Paris, Éditions A. et J. Picard, 2001, p. 75-81  (ISBN 2-7084-0617-5),  (ISSN 0986-4881).